# Засада у Кобе
Засада у Кобе — засада, устроенная 7 февраля 2025 года у посёлка Кобе, находящийся между городами Гао и Ансонго в Мали. Засада была устроена боевиками Вилаята Сахель против гражданского конвоя сопровождаемого Вооруженными силами Мали и ЧВК Вагнером. В результате нападения были убиты или ранены по меньшей мере 20 малийских солдат, аналогичное количество жертв и у боевиков Вилаята Сахель. Также в ходе нападения были убиты 34 мирных жителей.

## Предыстория
С 2017 года, Юго-восточная часть Мали вдоль границ с Нигером и Буркина-Фасо, в частности области Менака и Гао, стали центром активности Вилаята Сахель. В 2022 году группировка начала наступление нацеленное на малийские и союзные силы в регионе, это привело к тому, что Вилаят Сахель захватил всю область Менака за исключением одноименной столицы. Города Гао и Ансонго расположенны в областе Гао к западу от области Менака, и в последние годы Вилаят Сахель пытался закрепиться в этом районе. Вооружённые силы Мали и ЧВК Вагнер ранее вступали в бой с боевиками Вилаята Сахель вдоль шоссе Гао-Ансонго, при этом боевики часто взимали налоги с путешественников.

## Атака
7 февраля 2025 года колонна выехала из города Гао и направилась в Ансонго. По данным Human Rights Watch, в колонне находилось 19 гражданских автомобилей, перевозивших более сотни гражданских лиц. Колонна сопровождалась пятью военными фургонами и несколькими мотоциклами, которые перевозили малийских солдат и солдат ЧВК Вагнера. Как АФП, так и РФИ сообщили, что в колонне находилось 22 микроавтобуса, шесть больших автобусов и восемь грузовиков, сопровождаемыми десятью военными автомобилями. Гражданские лица в основном были золотоискателями для иностранных граждан, которые пытались добраться до участка недалеко от золотого рудника Интахака, находящегося вдоль границы с Нигером.
Свидетели нападения сообщили, что выстрелы со стороны нападавших были внезапными, и несколько выживших спрыгнули с каравана и притворились мёртвыми чтобы выжить. Ни одна из группировок не взяла на себя ответственность за нападение, но Вилаят Сахель ведёт активную деятельность в этом районе.

## Последствия
На следующий день после нападения, Правительство Мали опубликовало заявление, в котором говорилось, что пострадали только три транспортных средства, в результате чего погибли 25 мирных жителей и 13 получили ранения. Официальные лица Мали также заявили, что после атаки были обнаружены «19 тел террористов». 8 и 9 февраля АФП и РФИ сообщили, что в результате атаки погибло не менее 30 человек. 24 февраля РФИ сообщило, что в результате атаки погибло или было ранено не менее 20 малийских солдат. Human Rights Watch сообщили, что в результате атаки погибло 34 мирных жителя, в том числе 13 малийцев и 21 иностранец. По данным Human Rights Watch, ещё 34 человека получили ранения, в том числе 20 малийцев и 14 иностранцев, в основном из Нигера.
После нападения транспортники в области Гао объявили забастовку, требуя прекратить армейское сопровождение и увеличить количество армейских контрольно-пропускных пунктов вдоль шоссе Гао-Ансонго.